# Annie Lööf
Annie Marie Therése Lööf ([løːv]), född Johansson den 16 juli 1983 i Värnamo församling i Jönköpings län, är en svensk politiker (centerpartist) och jurist. Hon var Centerpartiets partiledare 2011–2023 och riksdagsledamot 2006–2023, invald för Jönköpings län. Hon var även Sveriges näringsminister åren 2011–2014 i regeringen Reinfeldt.
Lööf är den längst sittande kvinnliga partiledaren i svensk historia samt den första kvinnan som fick sondera möjligheterna till en ny regering av talmannen.

## Biografi

### Bakgrund
Annie Lööf är född och uppvuxen i byn Maramö, strax norr om Värnamos tätort. Hon bor numera[när?] i Nacka utanför Stockholm. Hon är dotter till Hans-Göran Johansson, som är centerpartist och var Värnamos kommunstyrelseordförande. Hennes mor Rose-Marie Johansson, född Jönsson, arbetade som bankrådgivare på Föreningssparbanken i Värnamo. Hon är sedan 2011 gift med Carl-Johan Lööf, tidigare Carlsson. Makarna antog vid vigseln familjenamnet Lööf. Paret har två döttrar födda 2015 och 2019.
Under sin ungdom var Lööf intresserad av fotboll och politik. Hon spelade fotboll och var som junior fotbollsmålvakt i IFK Värnamos damlag. Under sista året på gymnasiet började hon engagera sig politiskt och blev hösten 2001 medlem i Centerpartiet. Hon läste det samhällsvetenskapliga programmet vid Finnvedens gymnasium. Hon lämnade gymnasiet i juni 2002 med högsta betyg i samtliga ämnen.
Därefter anställdes hon som valombudsman för Centerpartiets ungdomsförbund (CUF) i Jönköpings län under riksdagsvalet i september 2002. Samma år tilldelades hon Dag Hammarskjöldsstipendiet för sitt engagemang för internationella miljö- och fredsfrågor. Sommaren 2003 tillbringade hon i London för att sommarjobba som barista på Coffee Republic.

### Universitetsstudier, stipendium
I september 2003 flyttade Annie Lööf till Lund för att studera juristprogrammet vid Lunds universitet. Under somrarna 2005 och 2006 arbetade hon extra som juridisk assistent på Föreningssparbanken i hemstaden Värnamo, där hennes mor var bankrådgivare. År 2006 tog hon ett studieuppehåll eftersom hon valdes in i riksdagen i valet 2006, men fortsatte senare studierna parallellt med riksdagsarbetet. Hon avlade juristexamen i augusti 2011, åtta år efter studiestarten. Inom juristprogrammet läste hon sina valbara specialiseringskurser i kriminologi och statsvetenskap på grundnivå samt straffprocess och straffrätt på avancerad nivå. De två sistnämnda kurserna läste hon vid Stockholms universitet. Hennes examensarbete handlade om kronvittnens ställning i det svenska rättssystemet och hon fick högsta betyg (AB) för uppsatsen.
År 2008 tilldelades Lööf stipendiet Young European Leadership Program från USA:s ambassad i Stockholm.

## Politisk karriär

### Tidig politisk karriär

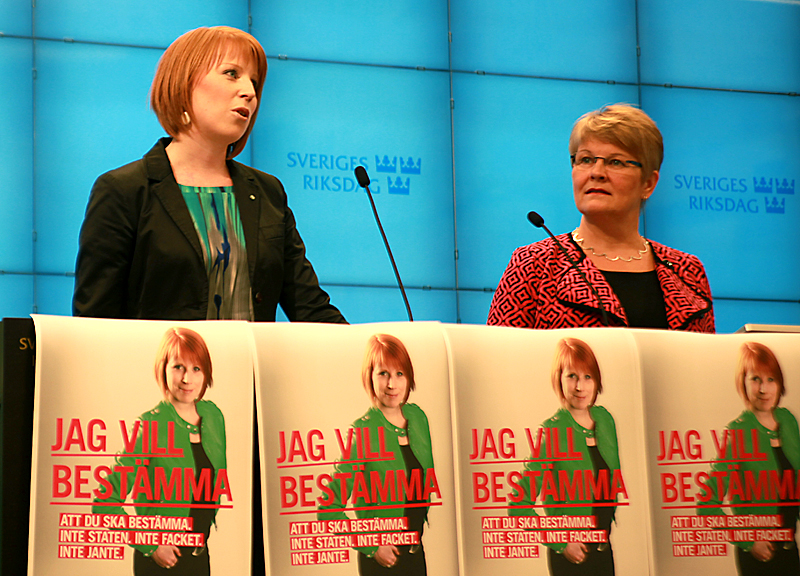
Annie Lööf och Centerpartiets dåvarande partiledare Maud Olofsson under en presskonferens i mars 2010.

Annie Lööf hade kommunpolitiska uppdrag i Värnamo kommun mellan 2002 och 2010. Hon var ersättare i kommunfullmäktige 2002–2004, ledamot i Medborgarnämnden 2002–2004 samt ordinarie kommunfullmäktig 2006–2007. Lööf valdes även in i kommunfullmäktige i Värnamo 2010, men lämnade uppdraget på grund av många nationella åtaganden.
Lööf var 2005–2006 3:e vice förbundsordförande och 2006–2007 1:a vice förbundsordförande i ungdomsförbundet CUF. Hon satt också under flera år i styrelsen för Nordiska Centerungdomens Förbund.

### Riksdagsledamot 2006–2011
I riksdagsvalet 2006 blev Lööf genom personvalet inkryssad i riksdagen för Centerpartiet. Hon var under mandatperioden 2006–2010 Sveriges yngsta riksdagsledamot. Åren 2006–2008 var Lööf suppleant till Nordiska rådets svenska delegation. Åren 2006–2010 satt hon i Konstitutionsutskottet som ordinarie ledamot, därefter i Finansutskottet åren 2010–2011. Hon har även varit suppleant i Justitieutskottet (2006–2011) och i Arbetsmarknadsutskottet (2009–2010).
Efter riksdagsvalet 2010 var Lööf ordförande i den nationella eftervalsanalysgrupp som Centerpartiet tillsatte. Analysgruppen presenterade sin rapport i januari 2011. 2010 blev hon också ekonomisk talesperson för partiet. Under sitt arbete i riksdagen har hon suttit i ett flertal statliga utredningar, bland annat i E-offentlighetskommittén, i utredningen om polisens behov av signalspaning och i Signalspaningskommittén, som utvärderade Försvarets radioanstalts verksamhet.
I januari 2007 startade Lööf, tillsammans med kollegan Fredrick Federley, nätverket Liberala gruppen för liberalt sinnade människor innanför och utanför riksdagen. Vid sidan om sina riksdagsuppdrag var Lööf även ledamot av Ungdomsstyrelsens insynsråd 2007–2011 och under två år styrelseledamot för Coompanion. Hon var även styrelseledamot i Högskolan i Jönköping.

#### Integritetspolitisk talesperson
Under sina första år i riksdagen var Lööf en av huvudaktörerna i den uppmärksammade frågan om FRA-lagen. Hon var integritetspolitisk talesperson för Centerpartiet och i den rollen öppet kritisk till den nya lagstiftningen och krävde förbättringar redan under våren 2007 då riksdagen behandlade frågan. Inför riksdagsbeslutet om signalspaning i juni 2007, vars beslut bordlades ett år av minoriteten, uppmärksammades att Lööf och Fredrick Federley var kritiska till förslaget och att de krävde förbättringar för den enskildes integritet.
Samma fråga togs upp igen 2008 och Lööf uppmärksammades än en gång. När debatten om förslaget närmade sig stod det klart att regeringspartiernas riksdagsledamöter inte var eniga i frågan. Medialt fokus riktades mot de ledamöter, främst Federley och Lööf, som båda uttryckt tveksamhet inför förslaget. Media rapporterade om påtryckningar via e-post, brev och webbdagböcker att rösta nej till förslaget, samt om intensiva möten med partikamrater. I sitt anförande yrkade Lööf, liksom Federley, på återremiss till Försvarsutskottet, annars avslag på det liggande förslaget. Förslaget återremitterades och efter vissa förändringar samt löften om mer genomgripande förändringar under hösten röstades det med stöd av Lööf och Federley igenom nästkommande dag. Det väckte starka reaktioner hos förslagets mycket kritiska motståndare men Lööf avfärdade kritiken med att den kom från dem "som inte ville ha signalspaning överhuvudtaget". Frida Johansson Metso menade att det lät underligt att Lööf och Federley våndats inför beslutet när de ändrade sig för så små justeringar.

#### Partiledarkandidat
Efter att Maud Olofsson i juni 2011 aviserat sin avgång som partiledare sågs Lööf som favorit till att ta över. Partiet genomförde en så kallad öppen process, vilket var nydanande, där valberedningen utsåg tre kandidater som åkte runt och kampanjade i partiet. Annie Lööf var en av kandidaterna, tillsammans med statsrådet Anna-Karin Hatt och riksdagsledamoten Anders W. Jonsson. En stor majoritet av de av centerpartiets lokalorganisationer ("centerkretsar") som tog ställning i partiledarfrågan uttalade stöd för Lööf, och 31 augusti 2011 föreslog en enig valberedning henne som partiets nya ordförande.

### Första åren som partiledare 2011–2014

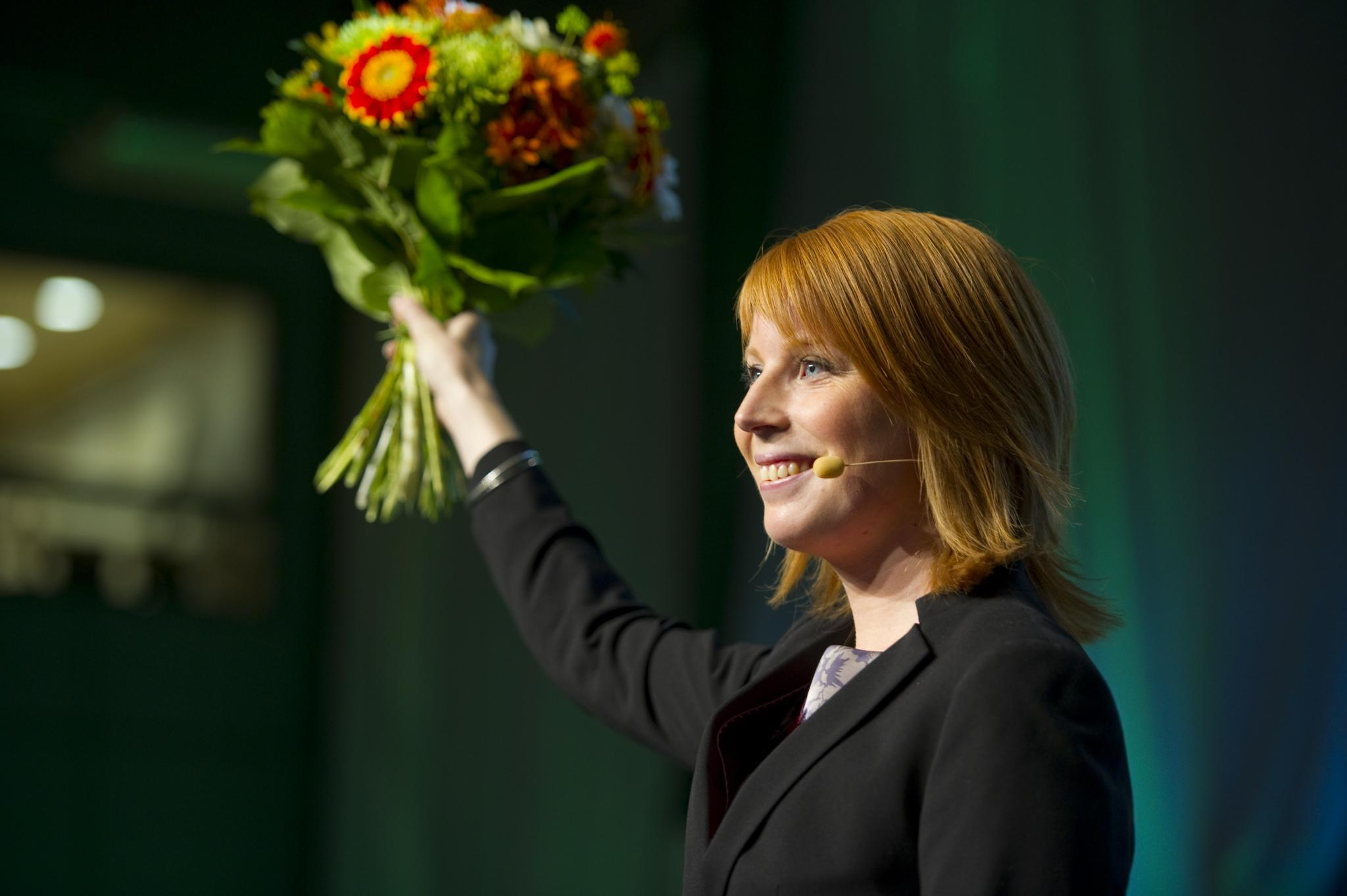
Annie Lööf utses till partiledare för Centerpartiet den 23 september 2011.

Annie Lööf valdes med acklamation till ny partiledare för Centerpartiet, som efterträdare till Maud Olofsson, vid partistämman i Åre den 23 september 2011. Hon blev därmed partiets yngsta ordförande genom tiderna. 29 september blev hon även statsråd då hon övertog Olofssons post som näringsminister i regeringen Reinfeldt.

#### Representationsnotorna 2012
Den 30 juli 2012 rapporterade Dagens Nyheter att myndigheten Tillväxtverket sedan 2010 konsekvent brutit mot sina egna regler för intern representation och lagt över 16 miljoner kronor på fester, hotellbesök och konferenser. Den 6 augusti 2012 beslutade Lööf att sparka Tillväxtverkets generaldirektör Christina Lugnet. Kort därefter begärde Aftonbladet ut handlingar från Näringsdepartementet rörande representation. Av handlingarna framkom att Lööf, i strid mot regeringskansliets föreskrifter och Näringsdepartementets egna regler, vid upprepade tillfällen låtit departementet stå för notan för restaurangbesök, inklusive interna middagar för hennes stab. Vid ett tillfälle ska en nota uppgått till cirka 20 000 kronor. Centerpartiet har i efterhand betalat tillbaka pengarna, eftersom det är partierna som ska stå för dessa kostnader.
Aftonbladet blev dock inte först med publiceringen av nyheten om näringsdepartementets representation eftersom Lööfs pressekreterare Kenneth Hultgren förekom avslöjandet genom att kontakta Ekoredaktionen på Sveriges Radio. Efter att det kommit fram att näringsdepartementets ledning hade försökt mörka de sprit- och festnotor som Aftonbladet begärt ut rapporterades att alla departement utom ett regelmässigt informerar sina pressavdelningar när de lämnar ut handlingar till journalister som de tror kan väcka frågor, ett förfarande som anmäldes av Leif Pagrotsky (S) för prövning i konstitutionsutskottet och som kom att resultera i kritik. Aftonbladet anmälde även näringsdepartementet till Justitieombudsmannen för det fördröjda utlämnandet av handlingarna. Efter rapporteringen sjönk förtroendet för Lööf, men hon satt kvar på sin post och Henrik Oscarsson, professor i statsvetenskap, poängterade att väljarna glömmer fort.

#### Citatet 2013
I oktober 2013 citerades Lööf i en intervju med Elisabeth Marmorstein för Expressen ha sagt "Jag äter hellre upp min högra sko än blir ett stödhjul åt Socialdemokraterna", ett citat som de följande åren återgavs av nästan alla stora medier. Ett år efter citatet, I TV4:s Nyhetsmorgon den 18 september 2014, tillfrågades Lööf om hon ångrade citatet. Hon sade då "Nej, men det var väl lite väl i överkant när man tog i. Men samtidigt hade jag då fått frågor under ganska lång tid om jag kan tänka mig samarbeta med Löfven, och det bara fortsatte och fortsatte och då markerade jag på det här mycket raffinerade sättet att det är ett 'Nej' och det är det idag också." Som svar på en skoinsamling arrangerad av MUF 2019 svarade Lööf "Jag tillreder en skopytt". Drygt sju år efter uttalandet sade Lööf i SVT:s Agenda den 27 juni 2021 att citatet om skon felaktigt hade tillskrivits henne. Expressen bekräftade senare att det var Lööfs dåvarande presschef som sagt det.

### Mandatperioden 2014–2018
Lööf ledde Centerpartiet i riksdagsvalet 2014, då partiet tillsammans med övriga Alliansen förlorade valet. Efter att i många mätningar under mandatperioden 2010–2014 ha legat under 4%-spärren, valspurtade man och slutade på resultatet 6,11 procent, vilket var strax under 2010 års resultat. Centerpartiet minskade emellertid minst bland Allianspartierna, och gick också om Folkpartiet som näst största borgerliga parti. Efter riksdagsvalet 2014 skedde en successiv ökning av både Centerpartiets opinionssiffror och Lööfs förtroendesiffror i olika opinionsmätningar. 2017 hade Lööf högst förtroendesiffra av samtliga partiledare i Sverige i ett par mätningar.
I april 2018 röstade Lööf och Centerpartiet, tillsammans med regeringen Löfven I och Vänsterpartiet, för den kontroversiella gymnasielagen om att ensamkommande från Afghanistan som fått beslutet att de inte har giltiga asylskäl ska få en ny chans att få uppehållstillstånd i Sverige om de börjar studera.
I maj 2018 gav hon ut en självbiografi, Sanningens ögonblick, på Ekerlids förlag. Boken handlar bland annat om hennes första tid som partiledare.

### Mandatperioden 2018–2022
I riksdagsvalet 2018 fick Centerpartiet 8,6 procent och blev därmed riksdagens fjärde största parti. Resultatet var partiets bästa sedan valet 1988.
Den 14 november 2018 röstade riksdagen om Moderaternas partiledare Ulf Kristersson som statsminister i en regering med Moderaterna och Kristdemokraterna. Röstningen slutade med 195 nej-röster mot 154 ja-röster efter att Centerpartiet under Lööfs ledning, tillsammans med Liberalerna och de rödgröna partierna röstat nej, medan Sverigedemokraterna röstade för förslaget. Det var första gången någonsin som en talmans förslag till statsminister inte godkänts av riksdagen. Beslutet att rösta mot Kristersson, som var samtliga Allianspartiers uttalade statsministerkandidat inför riksdagsvalet 2018, möttes med blandade reaktioner. Kritik framfördes för att man röstat nej till en regering som ville bedriva Allianspolitik och för att man splittrat Alliansen. Den tidigare moderate statsministern Carl Bildt kritiserade beslutet för att sakna verklighetsförankring. Lööf motiverade nej-rösten med att den föreslagna regeringen skulle behöva aktivt stöd av Sverigedemokraterna för att få igenom sin politik, och att hon inte ville "ge ett nationalistiskt och populistiskt parti ett avgörande och historiskt unikt inflytande".
I samband med att ha röstat ner Kristersson kommenterade Lööf att hon står till förfogande för att ta på sig ett sonderingsuppdrag från talman Andreas Norlén. Den 15 november tilldelades hon ett sonderingsuppdrag för att undersöka möjligheterna att bilda regering. Hon blev därmed den första kvinnan genom tiderna att tilldelas ett sådant uppdrag. Den 22 november gav hon upp sonderingsförsöket efter misslyckade förhandlingar.
Den 18 januari 2019 släppte Centerpartiet, under Annie Lööfs ledning, fram Stefan Löfven som statsminister i en regering bestående av Socialdemokraterna och Miljöpartiet, efter att dessa partier samt Centerpartiet och Liberalerna enats om det så kallade Januariavtalet, en politisk uppgörelse där Centerpartiet bland annat förhandlat fram reformerad arbetsförmedling, förändrad arbetsrätt, sänkta arbetsgivaravgifter, utökat RUT-avdrag och ökade rättigheter för skogsägare. Centerpartiets beslut att acceptera Löfven som statsminister mötte omfattande kritik från de tidigare samarbetspartierna Moderaterna och Kristdemokraterna.
Den 6 juli 2022, under Almedalsveckan i Visby, utfördes det så kallade Almedalsdådet av Theodor Engström, där psykiatrikern Ing-Marie Wieselgren knivmördades. Det framkom senare att Theodor Engström även planerade att mörda Annie Lööf. Annie Lööf närvarade vid rättegången i Visby i november 2022.
Inför riksdagsvalet 2022 uttalade Lööf att hon ville se en regering i den "breda mitten", och att Centerpartiet inte ville inordna sig i någon blockpolitik. En tydlig ambition för Lööf var att hindra inflytande för Sverigedemokraterna och Vänsterpartiet. Några veckor före valet uttalade Lööf att hon såg socialdemokraternas partiledare Magdalena Andersson som den bästa statsministerkandidaten. I valet 11 september fick C 6,7 % av rösterna, och var därmed det av riksdagspartierna som backade mest jämfört med valresultatet 2018.
Den 15 september 2022 meddelade Lööf att hon tänker avgå som partiledare för Centerpartiet. Hon sa att Almedalsdådet och den hotfulla retoriken mot henne under valkampanjen var bidragande orsaker till beslutet. Hon efterträddes på partiledarposten av Muharrem Demirok 2 februari 2023.

### Övriga uppdrag
År 2017 deltog Lööf vid Bilderberggruppens möte. Hon har även varit invald som medlem i Trilaterala kommissionen.
2023 meddelade hon att hon skulle sitta i styrelsen för företaget Greeniron.